# Daniel Gogel

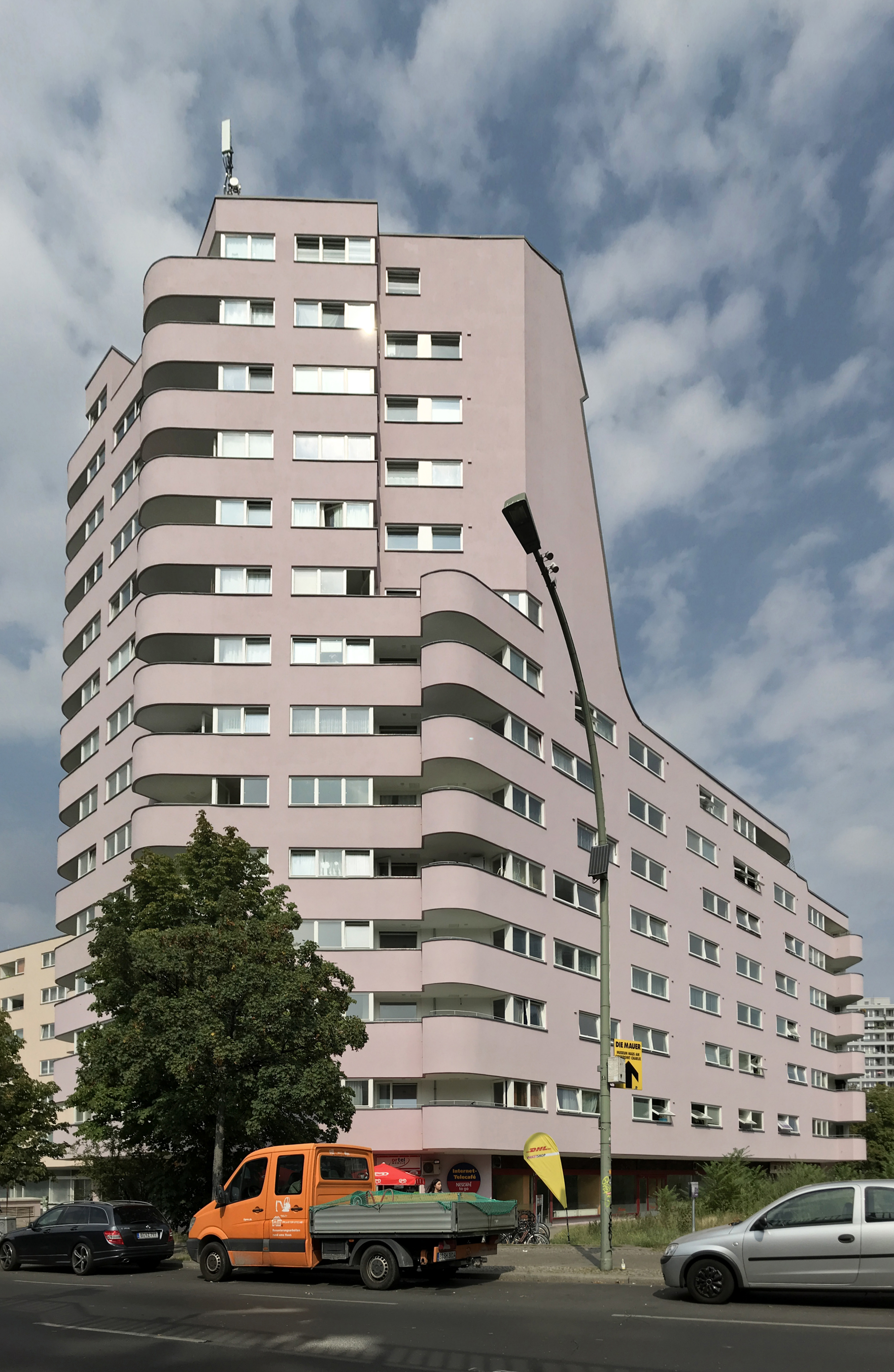
Wohnbebauung Hallesches Ufer, Berlin-Kreuzberg, 1968–1971, Fehling+Gogel

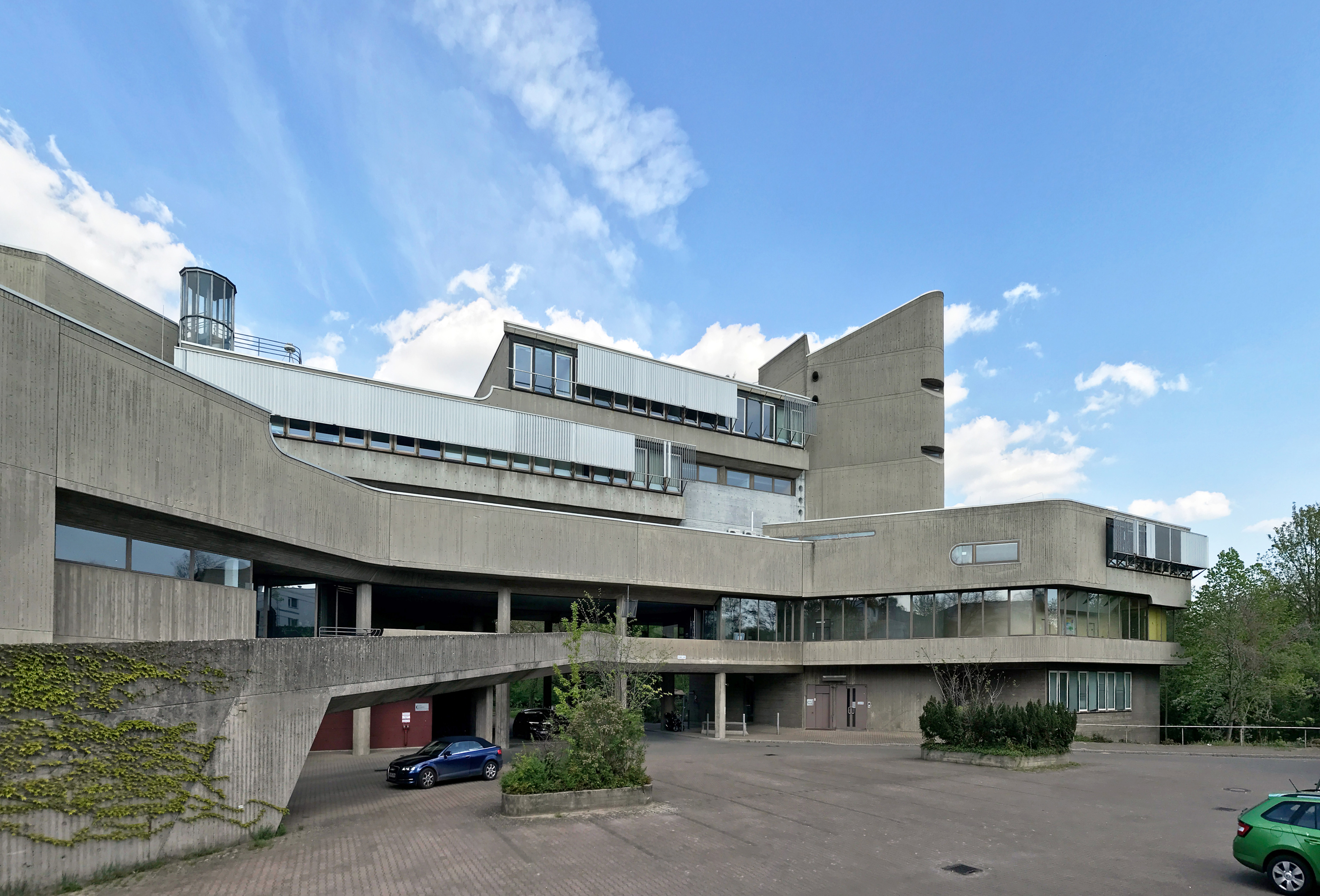
Institut für Hygiene und Umweltmedizin der Charité, ehemaliges Institut für Hygiene und Mikrobiologie der Freien Universität, Berlin-Lichterfelde, Fehling+Gogel, 1966–1974

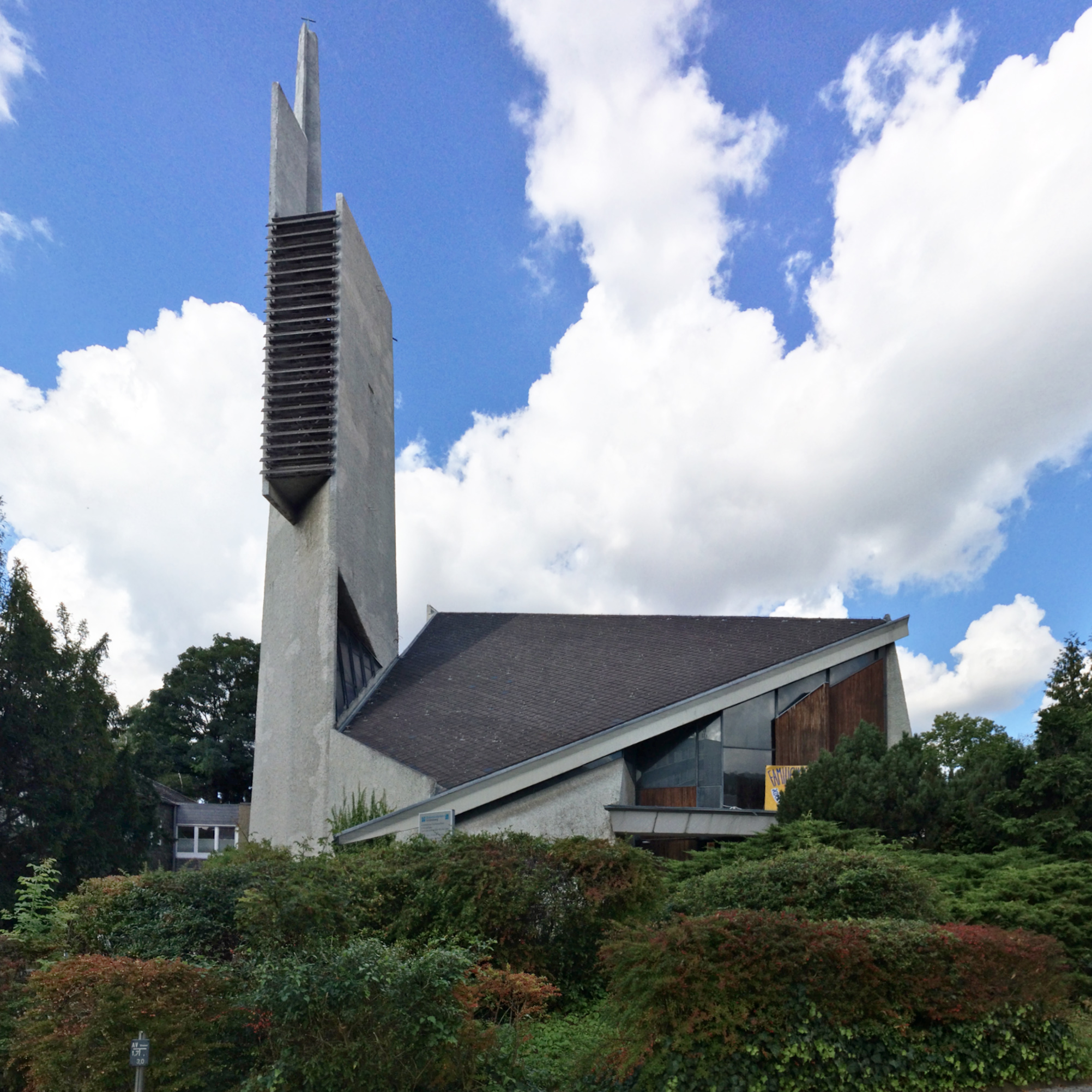
Moderner Wiederaufbau der Paul-Gerhardt-Kirche, Berlin-Schöneberg, 1958–1964, Fehling+Gogel

Daniel Gogel (* 20. März 1927 in Berlin; † 28. Februar 1997 ebenda) war ein deutscher Architekt. Zwischen 1953 und 1990 plante und baute Gogel in Zusammenarbeit mit dem Architekten Hermann Fehling (1909–1996) zahlreiche Bauten in Berlin, bis 1960 gemeinsam mit Peter Pfankuch (1925–1977) und Fehling. Mehrere dieser Bauten stehen unter Denkmalschutz und gelten als herausragende Beispiele für die Architektur der Nachkriegsmoderne.

## Leben
Daniel Gogel wuchs in Berlin auf. Er erlernte zunächst einen Handwerksberuf und studierte danach Architektur an der Hochschule für bildende Künste in Berlin (der heutigen Universität der Künste Berlin, UdK). Zu den Professoren von Gogel gehörte unter anderem Max Taut. Gogel studierte gemeinsam mit Ludwig Leo, Georg Heinrichs und Hans Christian Müller. Der Abschluss, den Gogel erlangte, war der des Werkarchitekten, vergleichbar mit einem heutigen Bachelor-Abschluss. Um später Mitglied der Architektenkammer zu werden, musste Gogel daher seine Qualifikation nachweisen, obwohl er zu diesem Zeitpunkt bereits zahlreiche Gebäude ausgeführt hatte.
Als Student engagierte sich Daniel Gogel 1950 bei der Organisation eines Architekturwettbewerbs für den Entwurf eines Clubhauses im Studentenwohnheim Eichkamp. Gogels eigener Entwurf wurde mit einem 3. Preis ausgezeichnet. Hermann Fehling stellte Daniel Gogel 1953 als Mitarbeiter ein. Von 1953 bis 1956 war das Architekturbüro so strukturiert, dass Hermann Fehling als freischaffender Architekt verantwortlich zeichnete; sowohl Daniel Gogel als auch Peter Pfankuch waren Angestellte. Gegen Ende des Jahres 1956 wurde ein gemeinsames Architekturbüro gleichberechtigter Partner gegründet: Fehling-Gogel-Pfankuch. Diese Konstellation bestand bis Ende des Jahres 1959, bis Peter Pfankuch sich selbständig machte als freischaffender Architekt. Danach, von 1960 bis 1990, bestand das Büro Fehling+Gogel.
Innerhalb dieser Bürokonstellation realisierte Gogel einzelne Projekte als alleiniger Bearbeiter, unter anderem das mittlerweile abgebrochene Haus Dr. Günther in Berlin-Grunewald (1960). Nach dem schrittweisen Rückzug von Hermann Fehling aus dem Berufsalltag gegen Ende der 1970er Jahre wurde Daniel Gogel zum Hauptverantwortlichen des Architekturbüros. Von 1974 bis 1976 hatte Daniel Gogel einen Lehrauftrag an der Technischen Universität Berlin. Ein Jahr nach dem Tod seines Büropartners Hermann Fehling verstarb Daniel Gogel im Februar 1997 in Berlin.
Bedeutende Werke von Fehling+Gogel sind die großen Bauten für wissenschaftliche Forschungsinstitute, unter anderem für die Max-Planck-Gesellschaft in Berlin und in Garching. Das Hygieneinstitut in Berlin steht unter Denkmalschutz und gilt als herausragendes Werk des Brutalismus in Berlin. Weitere bedeutende Werke sind das Studentendorf Schlachtensee, die Paul-Gerhardt-Kirche und die St.-Norbert-Kirche in Berlin-Schöneberg sowie der Berlin-Pavillon im Hansaviertel, der zur Bauausstellung Interbau 1957 errichtet wurde.
In zweiter Ehe war Daniel Gogel mit Karla Pfefferkorn verheiratet.

## Bauten (in Berlin, falls nicht anders angegeben)
- 1953–1955: Wohnhaus für Karl-Heinz Krüger
- 1953–1973: Innenausbau der Bücherstube Marga Schöller
- 1953: Erweiterung des Titania-Palasts
- 1956–1957: Berlin-Pavillon im Hansaviertel
- 1956–1957: Pavillon der Deutschen Glasindustrie (mit Günter Ssymmank)
- 1956–1959, 1962–1964: Studentendorf Schlachtensee
- 1957–1959: Wohnhaus für Rudolf Platte in Berlin-Dahlem (abgerissen)
- 1958–1960: Wohnhaus für Dr. Günther
- 1958–1964: evangelische Paul-Gerhardt-Kirche in Schöneberg
- 1960–1961: Wohnhaus Ahrenkiel in Hürtgenwald
- 1960–1962: katholische Kirche St. Norbert
- 1961–1963: Verwaltungsgebäude der Firma Haas & Sohn
- 1961–1963: Wohnhaus Külüs-Gerber
- 1962–1963: Entwurf für das Wohnhaus Goetz in Ameno, Italien (verändert)
- 1964–1965: Wohnhaus Prawitz, Freiraumplanung von Hermann Mattern
- 1964: Erweiterung des Wohnhauses für Alwin Koch in Sinn (Hessen)
- 1964: Wohnhaus für Stephan Donges in Sinn
- 1965–1966: Gemeindezentrum Alt-Schöneberg mit Superintendentur
- 1965–1968: Wohnhaus Schatz in Baden-Baden, (mit Günter Ssymmank, Freiraumplanung von Hermann Mattern)
- 1965–1974: Max-Planck-Institut für Bildungsforschung
- 1966–1974: Institut für Hygiene und Mikrobiologie der Freien Universität Berlin (mit Günter Ssymmank)
- 1968–1971: Wohnbebauung Hallesches Ufer
- 1968–1973: Friedhofskapelle in Tegel
- 1968: Bauten für eine Ausstellung über Adolf Loos
- 1974–1980: Schwesternwohnheim Hindenburgdamm
- 1975–1977: Erweiterung der Mensa 1 für die Freie Universität Berlin
- 1975–1980: Max-Planck-Institut für Astrophysik in Garching bei München
- 1975–1980: Wohnbebauung Zeli-Eck
- 1976–1980: Verwaltungsgebäude für die Europäische Südsternwarte in Garching
- 1976–1981: Wohnsiedlung „Am kleinen Messel“
- 1978–1990: Institut für Meteorologie der Freien Universität Berlin
- 1984: Eternit-Ausstellungspavillon auf der Münchener Messe „Bau ’84“